# سفارة كولومبيا في المملكة المتحدة
سفارة كولومبيا في المملكة المتحدة هي أرفع تمثيل دبلوماسي لدولة كولومبيا لدى المملكة المتحدة. تقع السفارة في وهي تهدف لتعزيز المصالح الكولومبية في المملكة المتحدة.

## وصلات خارجية
- الموقع الرسمي
- قائمة سفارات كولومبيا
- قائمة السفارات في المملكة المتحدة